# 두란노
두란노는 온누리교회를 설립한 하용조목사가 창립한 기독교 복음주의의 대표적인 출판사이다.
대표적인 출판물로는 큐티 묵상집인 생명의 삶이 있다.
사도행전 19장에 나오는 인물의 이름에서 이름을 따온 것으로, 에베소 출신의 유명한 학자(철학이나 수사학)로 추측한다. 두란노 서원은 그의 사적 아카데미나 혹은 거주지로 여겨지기도 하며, 오늘로 치자면 두란노는 바울의 말씀 강론을 위해 자신의 연구소와 집을 내어 준 것이다.

## 대표적인 출판물
- 리처드 포스터의 {\displaystyle \ll }레노바레 성경 {\displaystyle \gg }
- 조엘 오스틴의  {\displaystyle \ll }긍정의 힘 {\displaystyle \gg }

## 비판
- 신사도운동가들의 책을 무분별하게 출판하였다.